# John Canemaker
John Canemaker, né le 28 mai 1943 à Waverly, Pennsylvanie, est un animateur indépendant, historien de l'animation, auteur et professeur américain.

## Biographie
Entre 2012 et 2019 il fait partie du jury du Festival international du film pour enfants de New York (New York International Children's Film Festival).

## Filmographie
- 2005 : The Moon and the Son: An Imagined Conversation

## Ouvrages
- (en) John Canemaker, Felix : the twisted tale of the world's most famous cat, New York, Da Capo Press, 1996, 1re éd., 192 p. (ISBN 978-0-306-80731-2 et 0306807319).
- (en) John Canemaker, Storytelling in animation : The Art of the Animated Image, vol. 2, Los Angeles, Calif, American Film Institute, 1988, 154 p. (ISBN 978-0-573-60697-7).
- (en) John Canemaker, Paper dreams : the art & artists of Disney storyboards, New York, Hyperion, 21 octobre 1999, 2e éd., 288 p. (ISBN 978-0-7868-6307-5).
- (en) John Canemaker, Winsor McCay : his life and art, New York, Harry N. Abrams, 2005, 272 p. (ISBN 978-0-8109-5941-5).
- (en) John Canemaker et Robert Abrams, Treasures of Disney animation art, New York, Abbeville Press, 1982, 1re éd. (ISBN 978-0-89659-315-2).
- (en) John Canemaker, The animated Raggedy Ann & Andy : an intimate look at the art of animation : its history, techniques, and artists, Indianapolis, Bobbs-Merrill, 1977, 292 p. (ISBN 978-0-672-52329-8).
- (en) John Canemaker, Walt Disney's Nine Old Men and the Art of Animation, Disney Editions, 22 octobre 2001 (réimpr. 1 mars 2002), 320 p., relié [détail de l’édition] (ISBN 0-7868-6496-6)
- (en) John Canemaker, The Art And Flair Of Mary Blair : An Appreciation, Disney Editions, 2 septembre 2003, 128 p. (ISBN 978-0-7868-5391-5)